# Arte rupestre de la República Centroafricana
El arte rupestre de la República Centroafricana se pueden encontrar en tres regiones principalmente: en el norte, en las cuevas de Toulou, Koumbala y Djebel Mela; en el sur, en la región de Bambari, Lengo y Bangassou, y en el oeste, en la cueva de Bwale.
En el norte y el oeste, el arte rupestre se caracteriza por las pinturas, mientras que en el sur se encuentran principalmente grabados. Solo se han podido datar los grabados del sur, probablemente de la Edad del Hierro.

## Norte
En el norte, las pinturas se realizaron en refugios rocosos situados en las areniscas de Quadda. Apenas hay animales representados, elefantes y búfalos en Toulou, y felinos y formas de lagartos en Djebel Mela. Los motivos antropomórficos, la casi totalidad, son figuras de 17 a 38 cm de altura, y se caracterizan por la forma arqueada de los brazos. En Toulou hay un largo friso con figuras blancas, rojas y negras. Los dibujos geométricos muestran puntos, líneas, círculos simples, triángulos y patrones de espigas de una época aún indeterminada.

## Sur
En el sur, hay más de 30 sitios con grabados, entre los que destacan los de Bambari, Lengo, Rafai y Bangassou. Están realizados esencialmente en el pavimento de laterita que se encuentra al aire libre en este amplia región, mirando al cielo. En Lengo, aparecen antílopes, felinos y pájaros. Las figuras antropórficas están armadas de cuchillos, lanzas, hachas, arcos y flechas. Las formas geométricas son circulares y rectangulares. Todas son relativamente recientes, de la Edad del Hierro.

## Oeste
En esta zona solo se ha encontrado el sitio de Bwale, una cueva refugio en la plataforma de areniscas de Carnot, donde hay un centenar de pinturas que muestran figuras geométricas y antropomórficas con armas.